# Ремаген
Рема́ген (нем. Remagen) — город в Германии, в земле Рейнланд-Пфальц.
Входит в состав района Арвайлер. Население составляет 16 093 человека (на 31 декабря 2010 года). Занимает площадь 33,16 км². Официальный код — 07 1 31 070.
Город подразделяется на 5 городских районов.

## Достопримечательности
- Музей Ханса Арпа.
- Памятник уроженцу города немецкому автогонщику Рудольфу Караччоле.
- Берег скульптур[нем.]. Начиная с 2002 года на берегу Рейна выставляются скульптуры и инсталляции современных художников и скульпторов. Одновременно экспонируются до 15 скульптур. Среди них работы Жана Арпа, Йоханнеса Бруса, Томаса Хубера.

## Фотографии

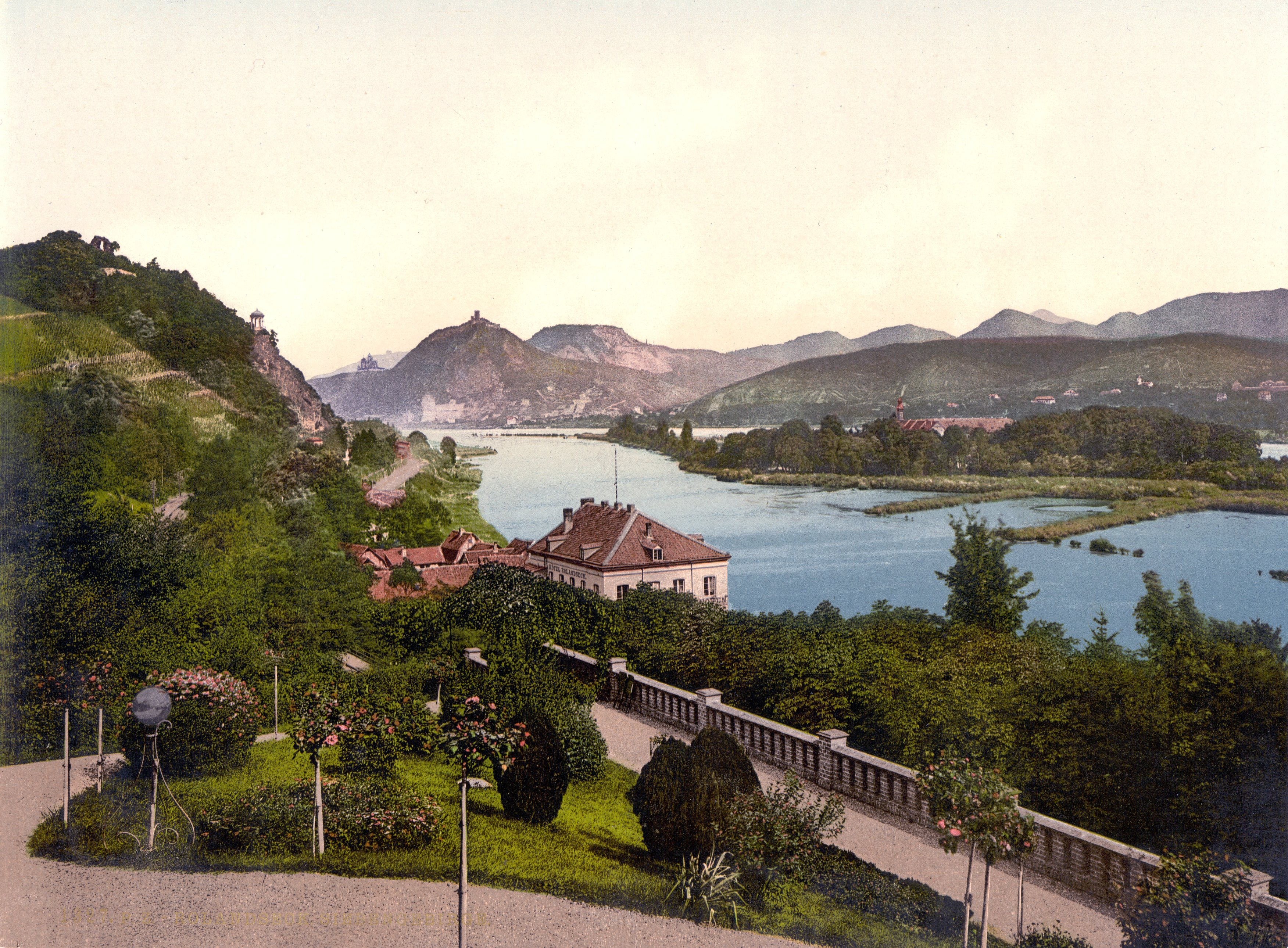
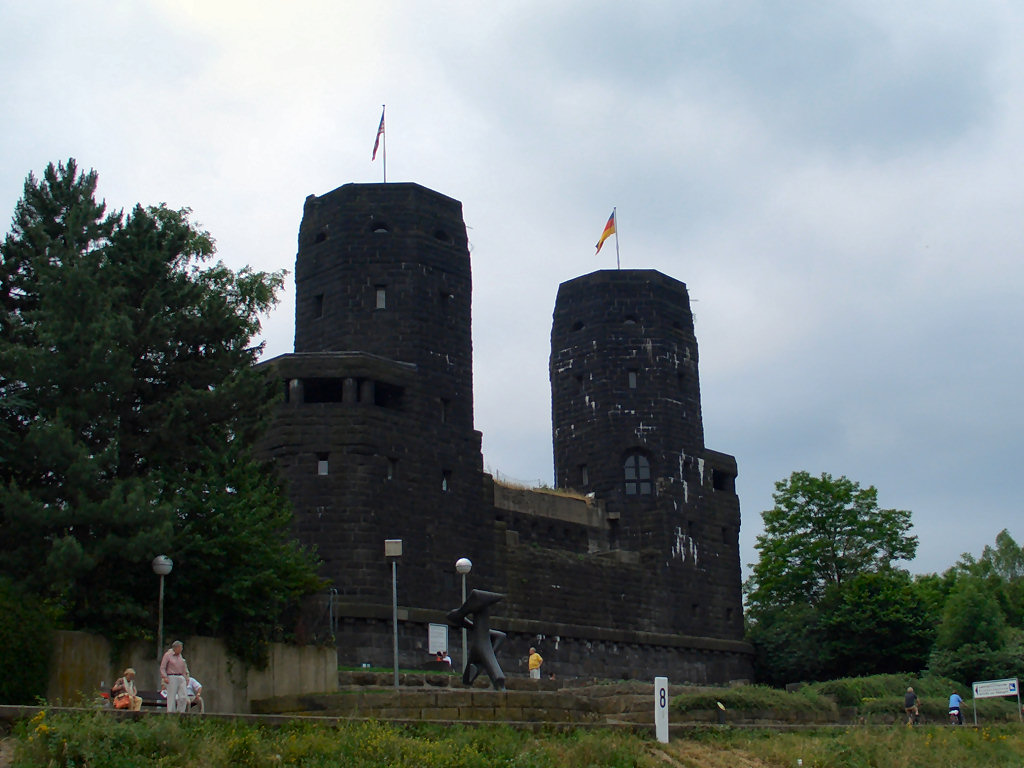
Мост
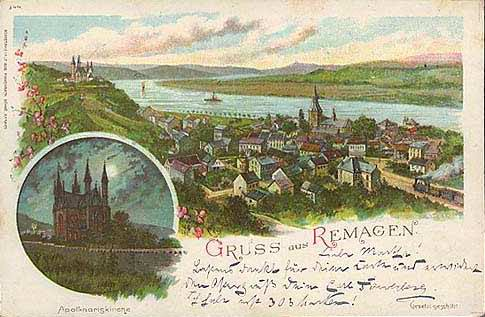
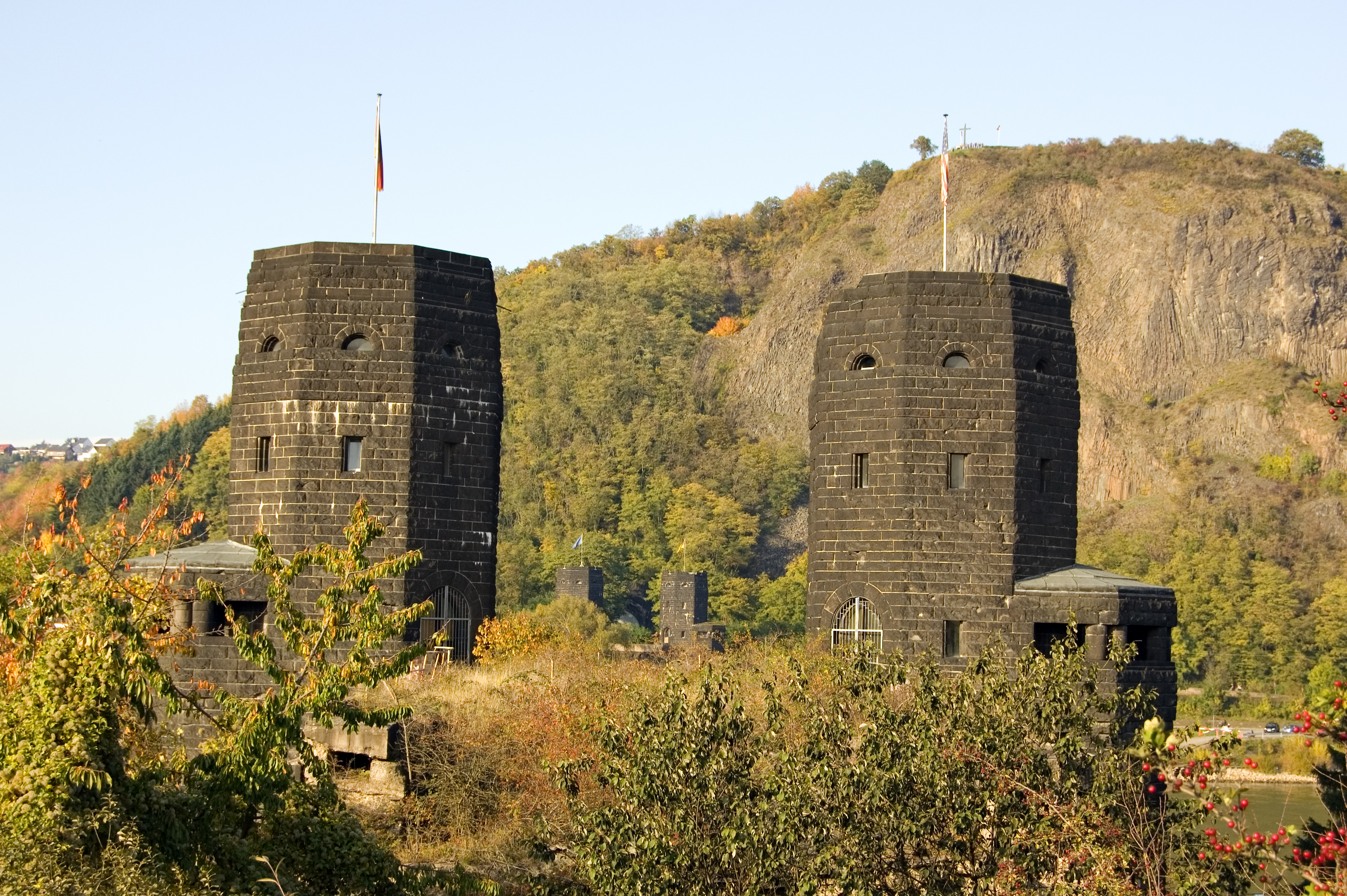
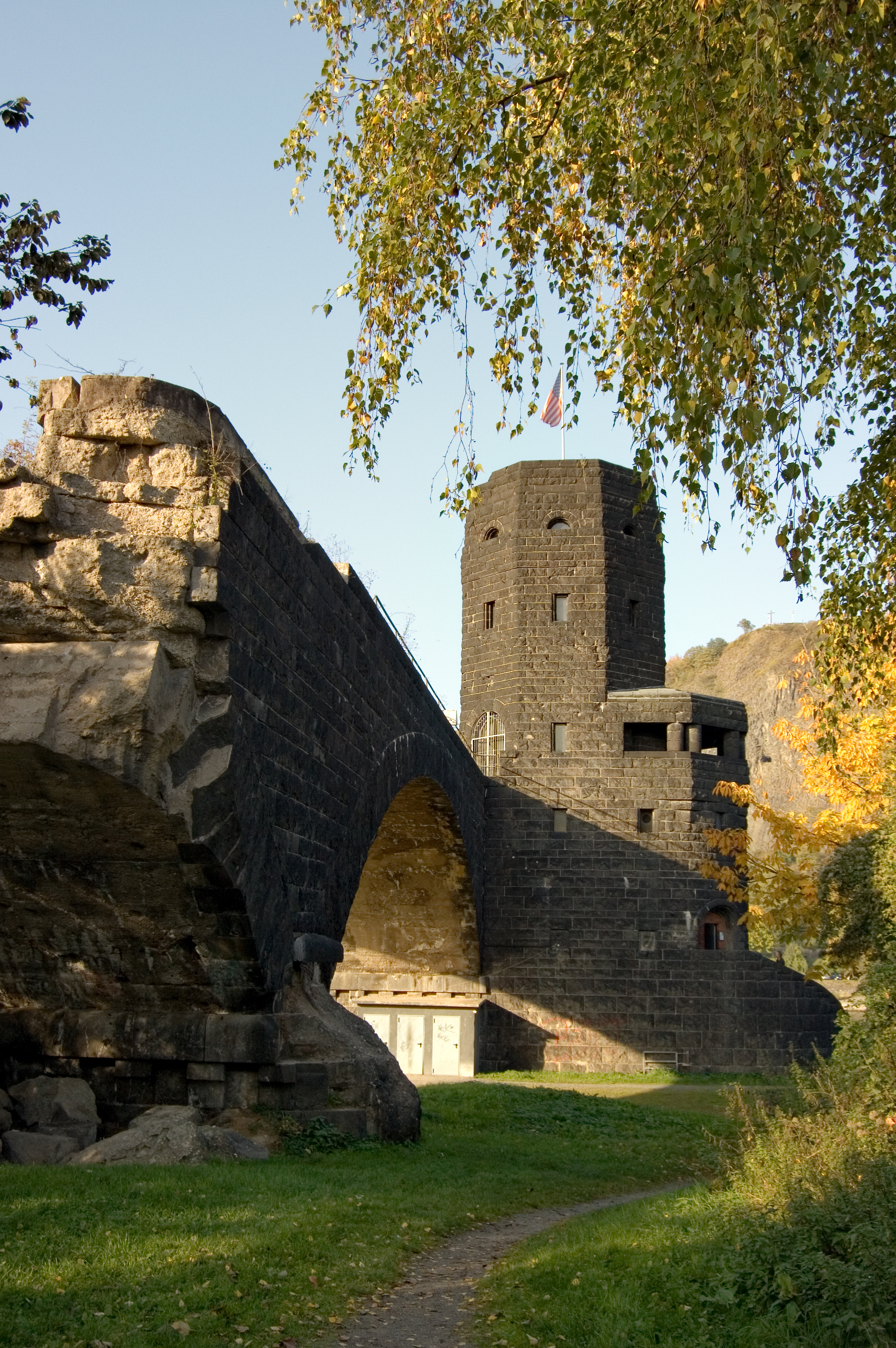